# بلشون كبير البطن
بلشون كبير البطن (Ardea sumatrana) هو طائر جوال من عائلة البلشونيات يتواجد في مناطق جنوب شرق آسيا وفي بابوا غينيا الجديدة وأستراليا، يترواح طوله بين 114-115 سم ووزنه حوالي 2.6 كغم وهو أكبر من البلشون الأرجواني وأكثر غمقاً ويكون مغطى بريش رمادي غامق، يتواجد في المناطق العشبية في الجزر المنتشرة بين إندونيسيا وماليزيا و أستراليا وأيضاً يتواجد في مناطق الأنهار الكبيرة وفي البرك الضحلة وفي الشعاب المرجانية.